# Nor Nork
Nor Nork (armenisch Նոր Նորք) ist ein Distrikt von Jerewan, der Hauptstadt der Republik Armenien. 2011 hatte Nor Nork eine Einwohnerzahl von 126.065 und umfasst eine Fläche von 14 km². Nor Nork ist der östlichste Stadtbezirk, grenzt an die Distrikte Nork-Marasch, Kentron, Kanaker-Sejtun, Awan, Erebuni, sowie an die Provinz Kotajk.
Der Bezirk ist inoffiziell in kleinere Stadtteile unterteilt, darunter die 9 Blocks von Nor Nork und das Bagrewand-Viertel.
In Nor Nork befinden sich die 1999 erbaute St. Sarkis-Kirche, die 2014 erbaute Heilige Mutter Gottes-Kirche, mehrere Parks, der Zoo Jerewan, die Yerevan Water World, das Wasken Sarkissjan-Militärinstitut und das Verteidigungsministerium Armeniens.

## Galerie

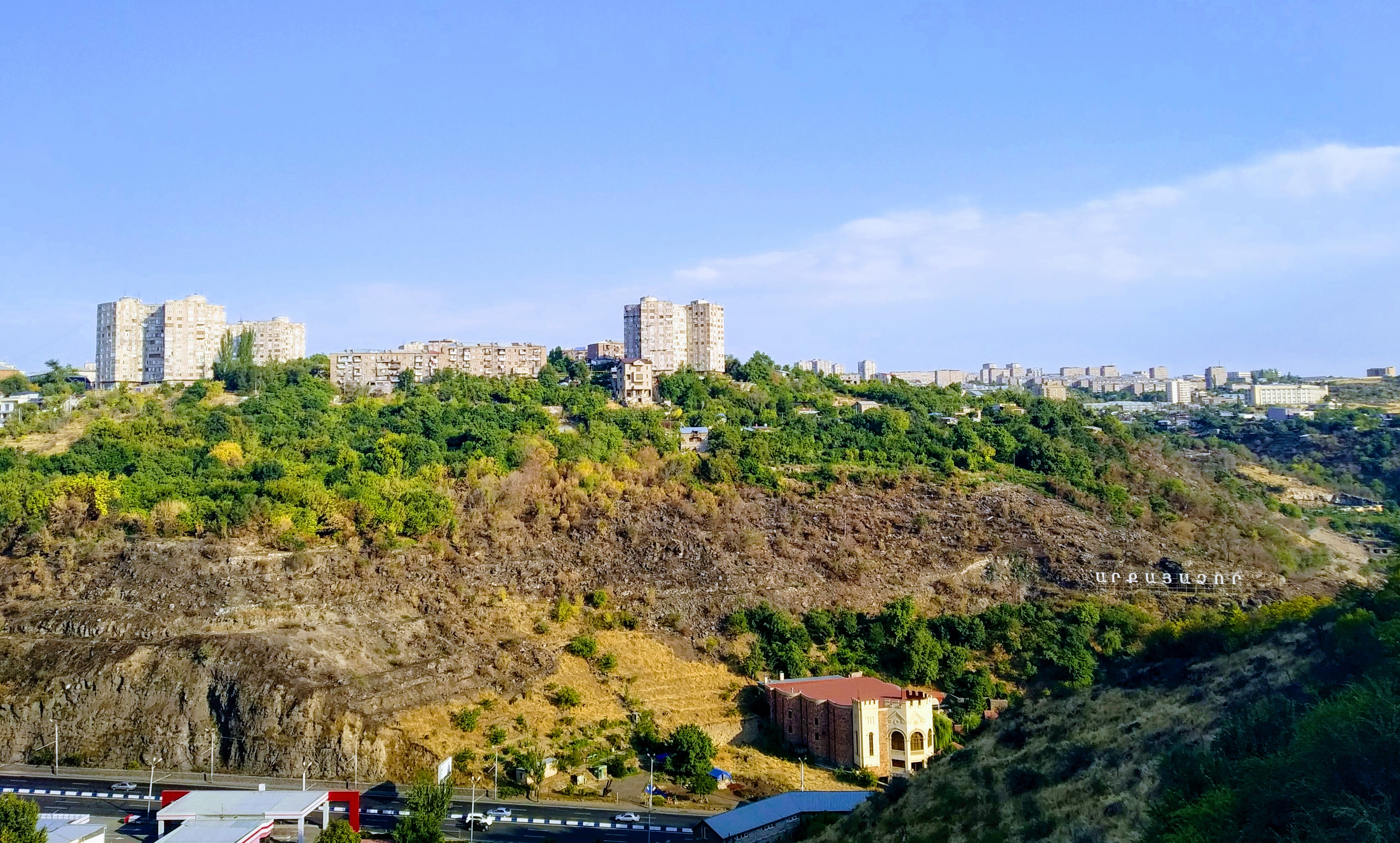
Panorama Nr. 1 (2019)
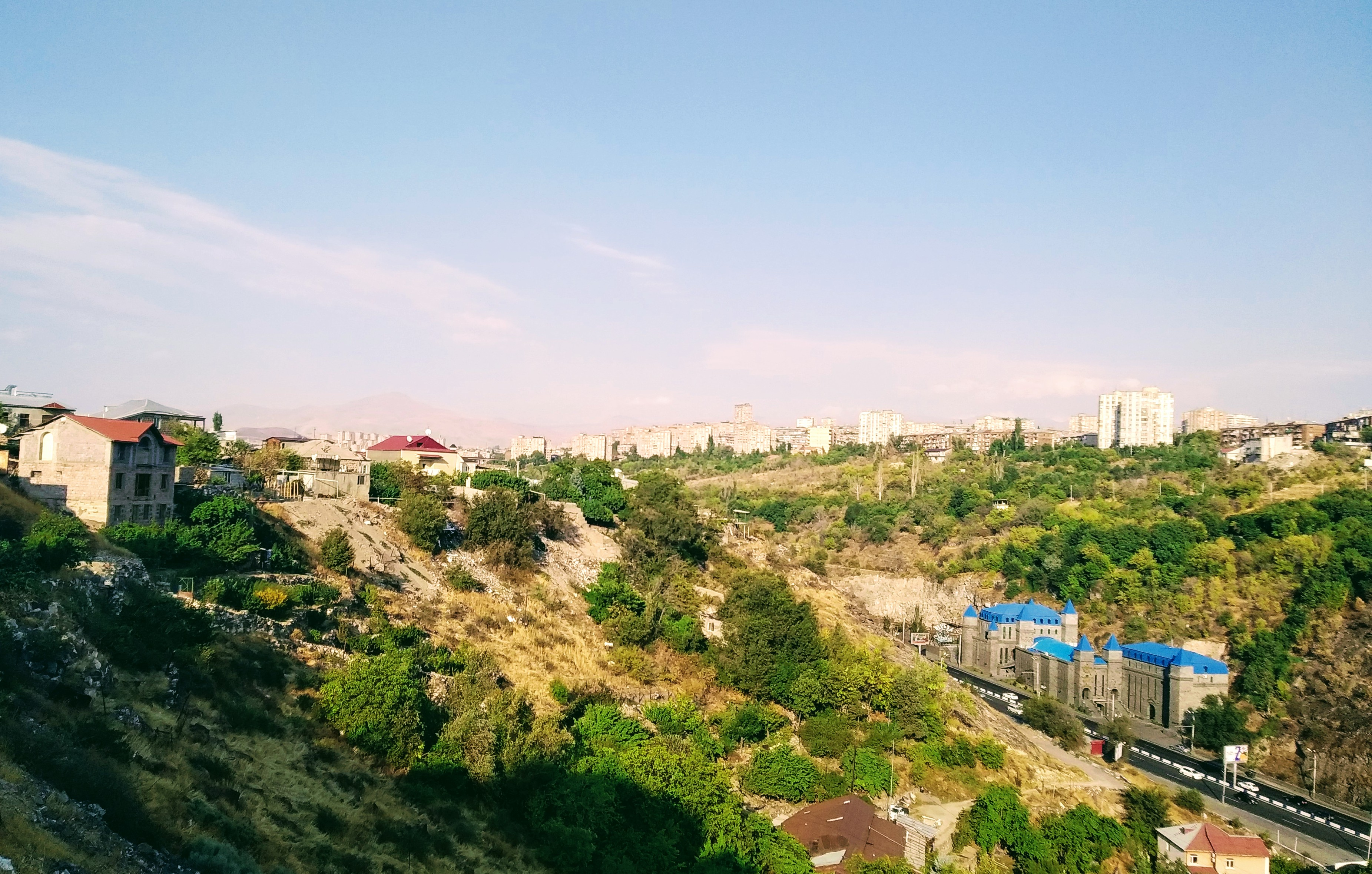
Panorama Nr. 2 (2019)
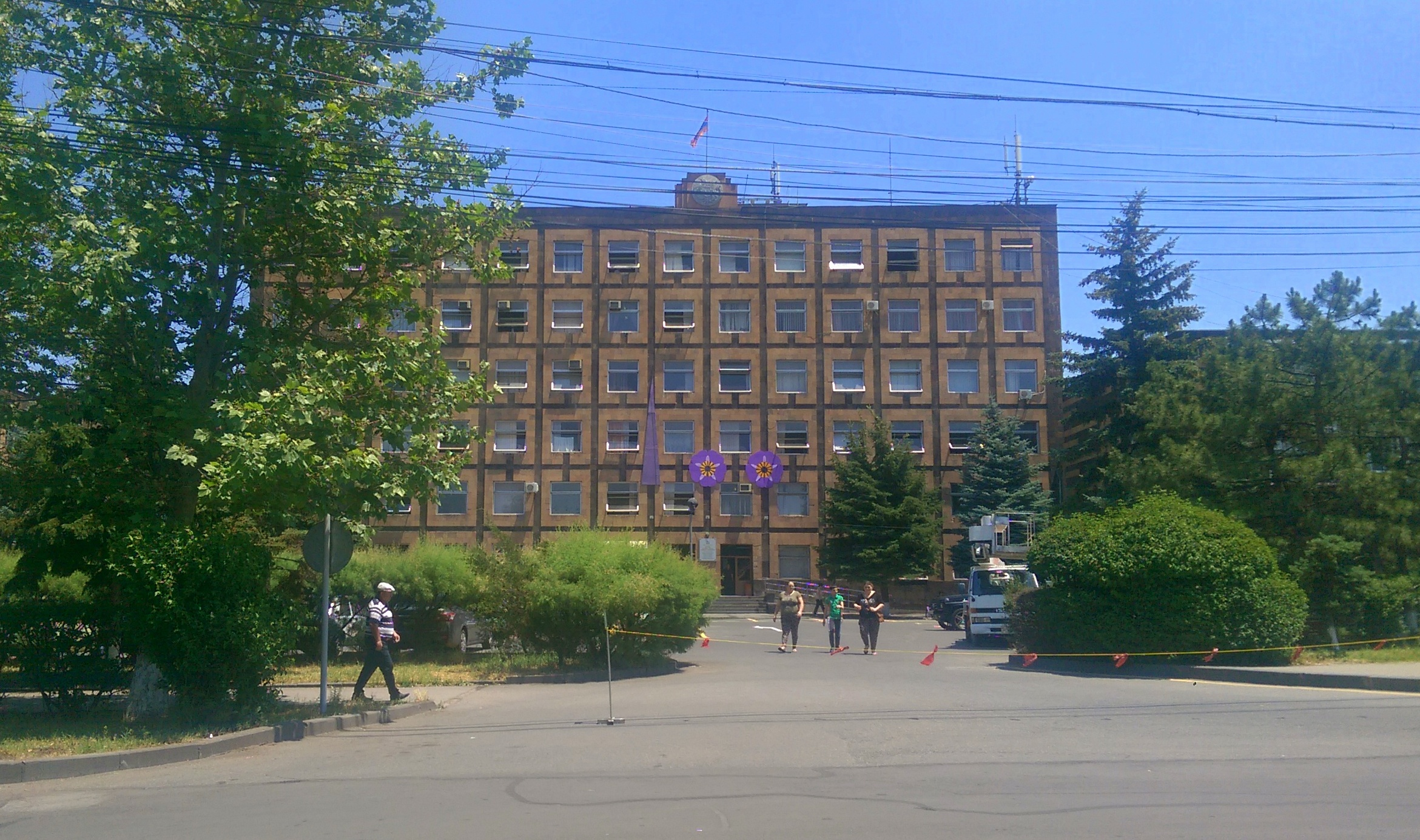
Distriktverwaltung (2015)
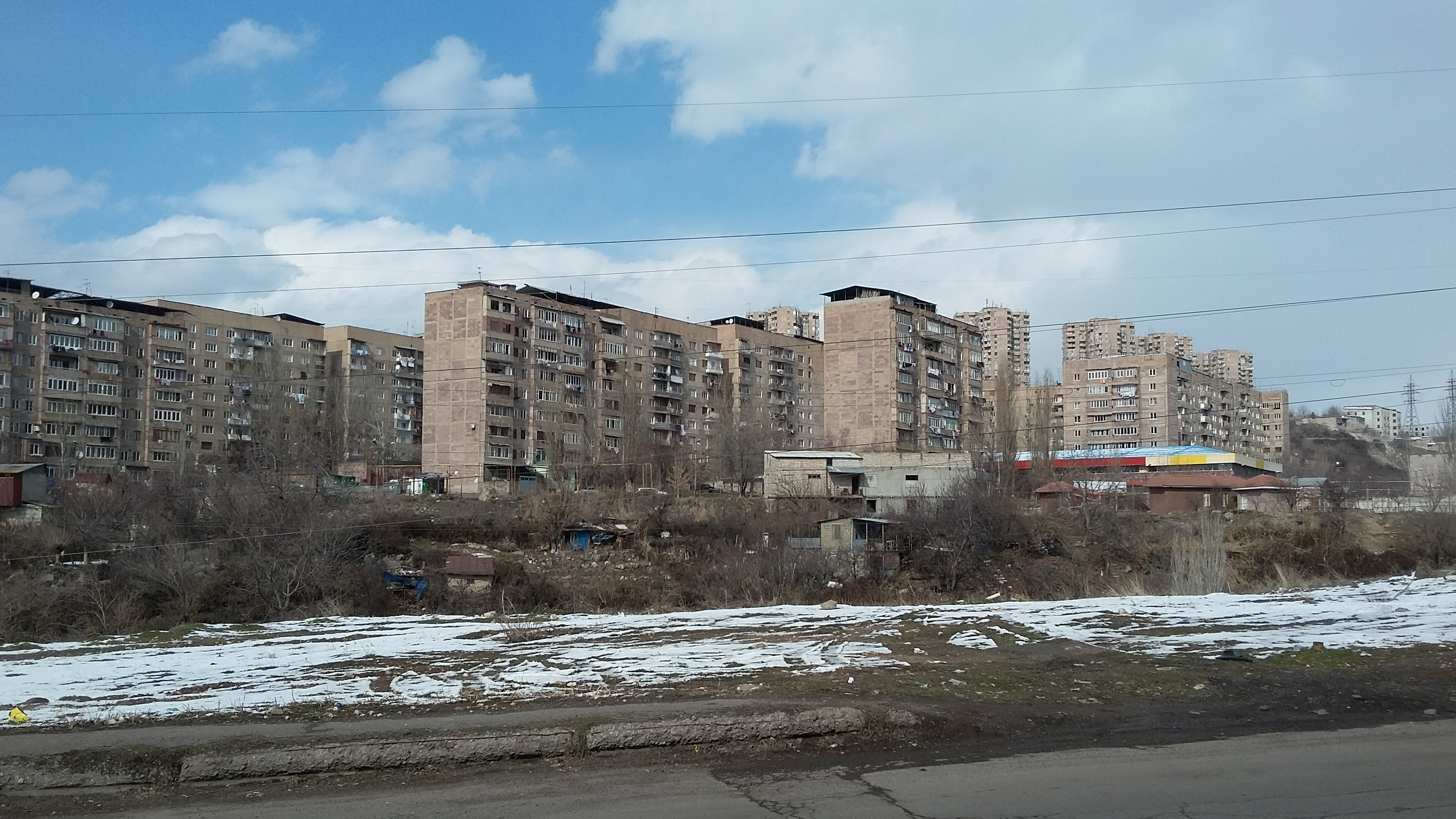
Plattenbauten des 7. Distrikts (2019)
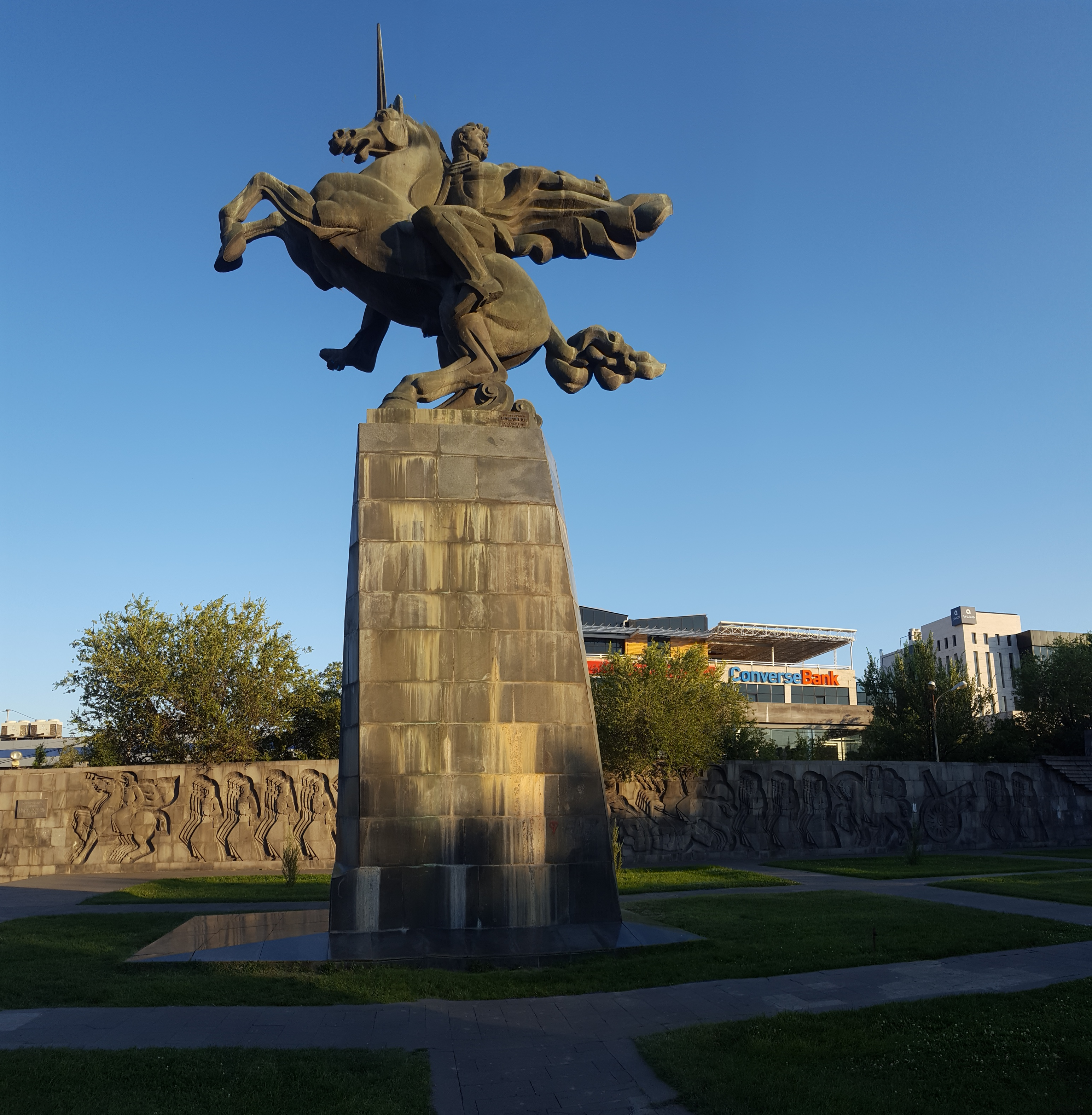
Gaik-Bschischkjan-Denkmal (2020)
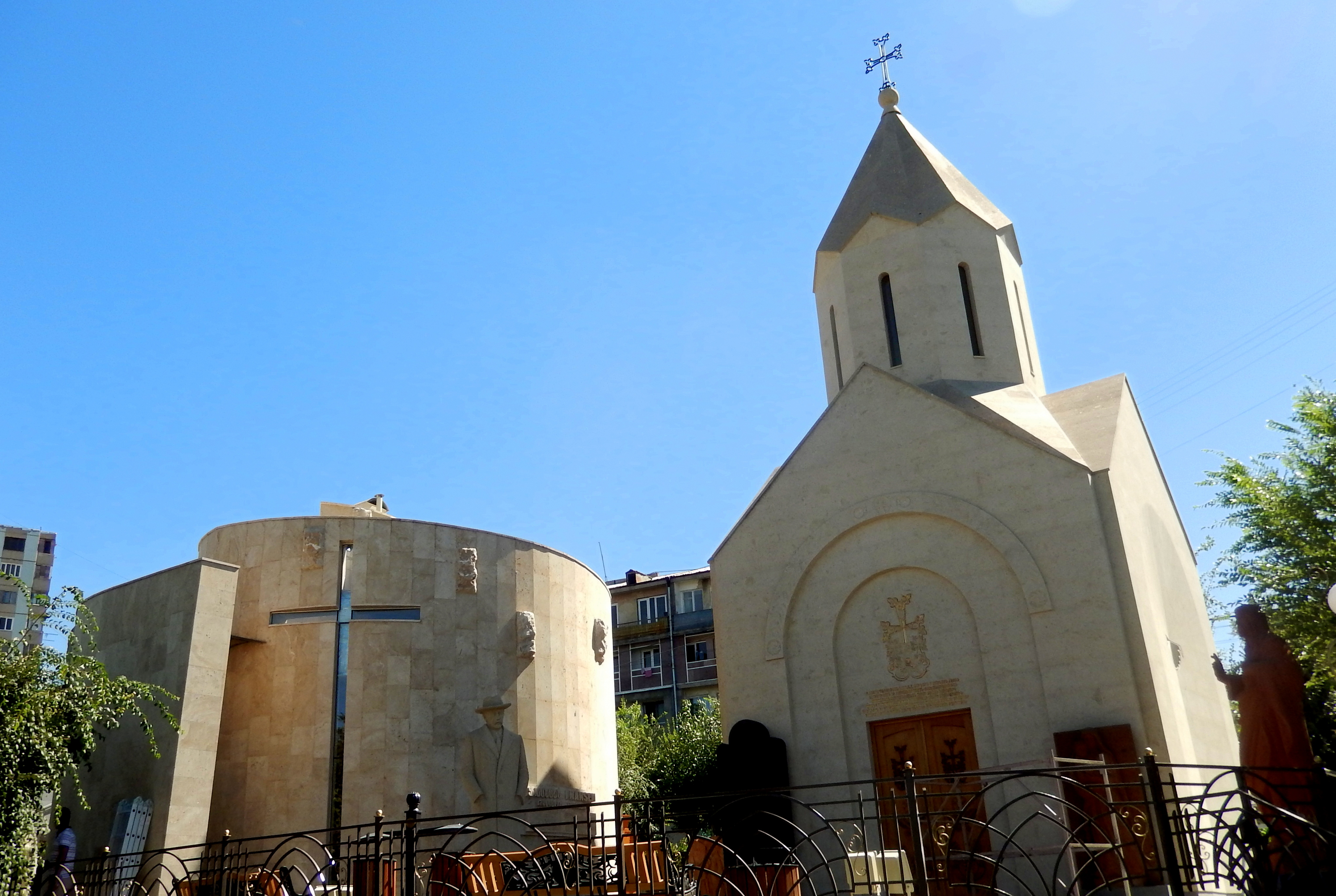
Heilige Mutter Gottes-Kirche (2014)
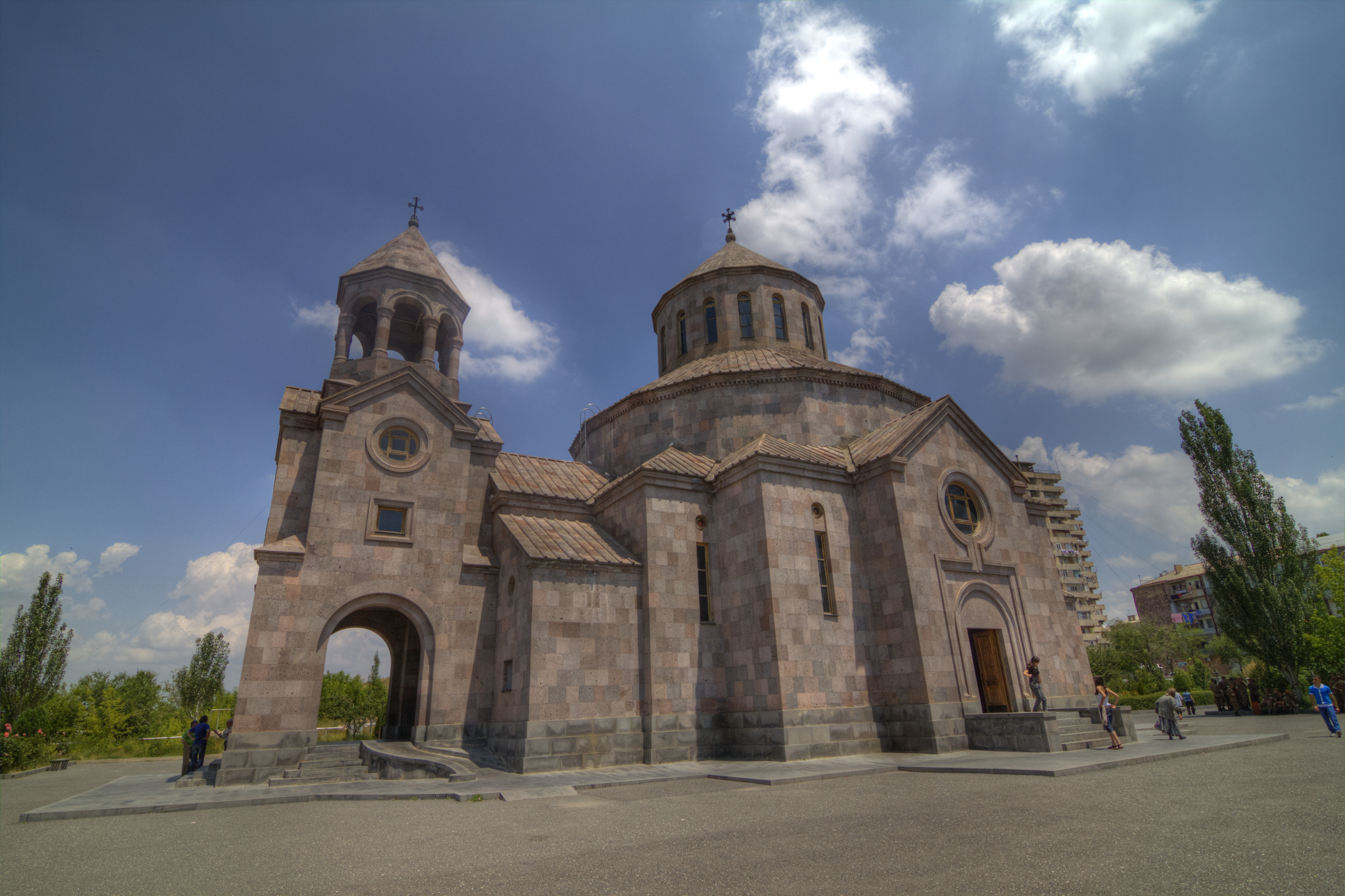
St. Sarkis-Kirche (2011)
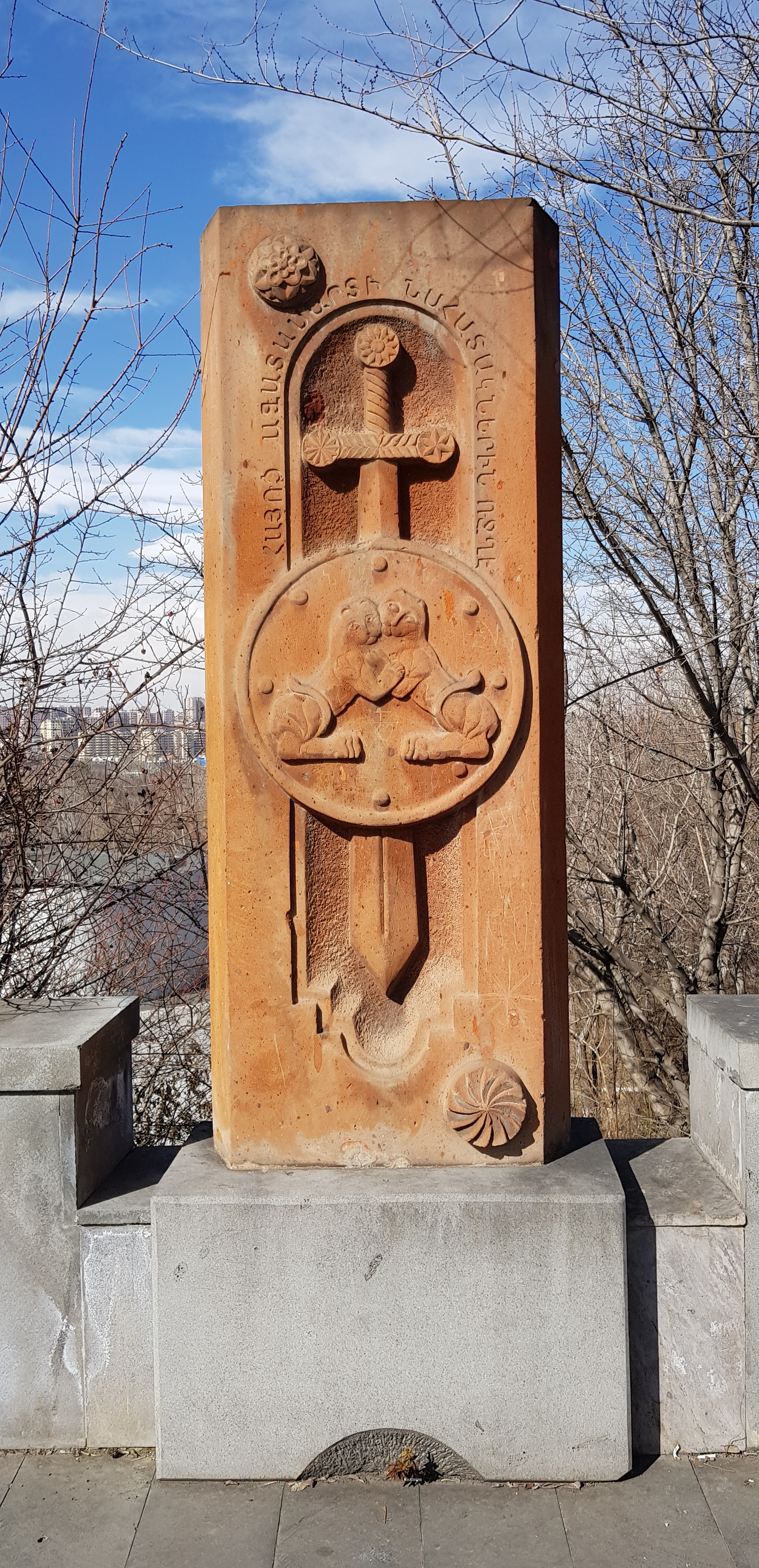
Stele im Tatul-Krpejan-Park (2019)